# Бугуђате
Бугуђате (итал. Buguggiate) је насеље у Италији у округу Варезе, региону Ломбардија.
Према процени из 2011. у насељу је живело 3092 становника. Насеље се налази на надморској висини од 316 м.

## Становништво
| 1936. | 1951. | 1961. | 1971. | 1981. | 1991. | 2001. | 2011. |
| ----- | ----- | ----- | ----- | ----- | ----- | ----- | ----- |
| 611   | 765   | 1.013 | 1.893 | 2.779 | 2.907 | 3.140 | 3.115 |